# 南方鶴鴕

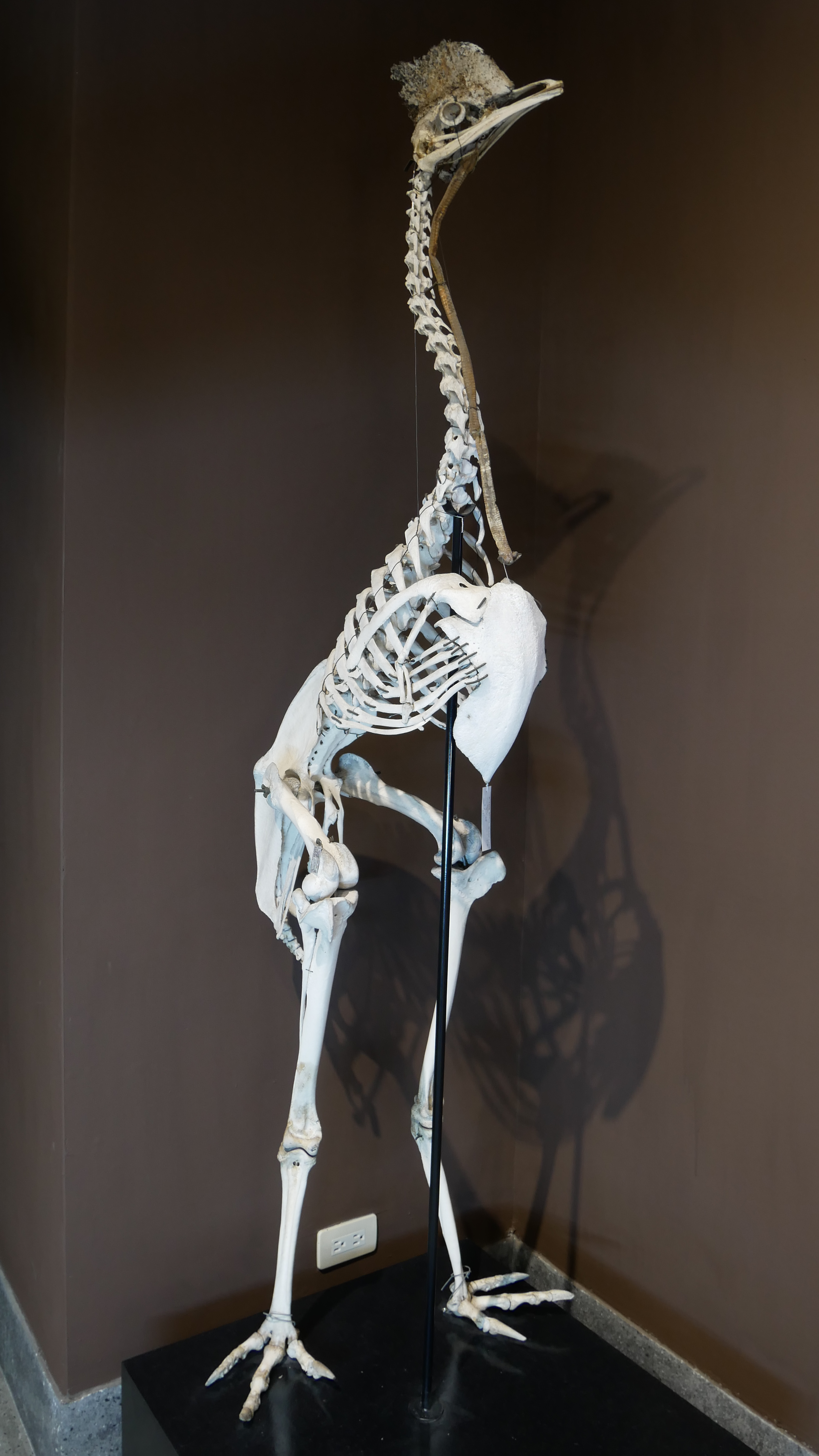
骨骼標本（國立臺灣大學動物博物館藏）

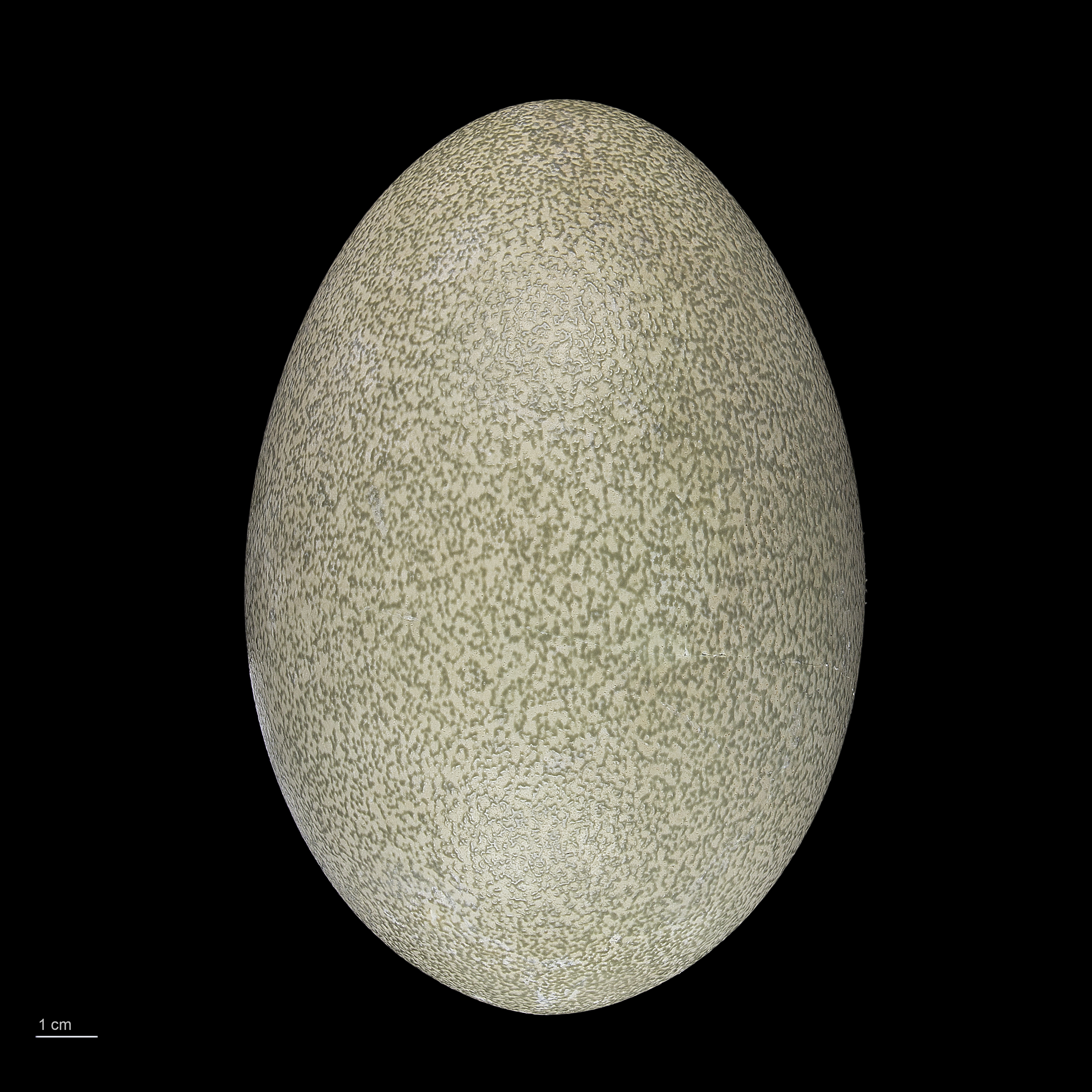
蛋

南方鶴鴕（學名：Casuarius casuarius），又稱雙垂鶴鴕，是一種不能飛的大鳥，屬於鶴鴕目鶴鴕屬。

## 特徵
南方鶴鴕是澳洲第二大的鳥，而在世界上則是第三大，僅次於鴕鳥及鸸鹋。成年南方鶴鴕身高平均約1.2-1.7米高，最高可到1.9米，體重平均約17~70公斤，本種為兩性異形，雌雄羽毛相似，但雌性的體型較大有較長的骨盔、較大的鳥喙、裸露處顏色較亮，前頸的2個肉垂較大，雛鳥則有棕色縱向條紋，且表面有顆粒狀的點，最初顏色呈明亮的豌豆綠，隨著成長會逐漸褪色。南方鶴鴕頭上有骨盔，作擊打草叢之用，亦備有裝甲。頭頸部顏色較明亮，長脖子大部分裸出，喉下有二個鮮紅色的肉垂，垂肉的顏色會隨著年齡而發生變化，角質冠也較高。翅膀短小已經退化且無法飛行，在飛羽著生處只具有羽翮，特化為6枚硬棘。體被亮黑色羽毛質地粗糙，有些羽毛尖端特化成較長的髮狀細絲。
足具3跟長趾均向前善於奔跑，三趾中最內側腳趾有一個12厘米長匕首一樣鋒利的長指甲，強壯而銳利，主要用於搏鬥。
頭上黃色骨盔的功用就像是的聲波接收器，為了讓自己的聲音能夠穿透樹林，它能夠發出比其他鳥類都要低頻率的叫聲，此時頭頂上的骨盔就能接收聲波。
雛鳥頭頂有骨甲，頭和頸暗棕色，前頸淺黃，有2個三角形小肉垂，體餘部為黃色或淡黃色，上體有黑色寬縱紋。在最初的3-6個月裡，它們的體羽都是棕色而不是黑色，上面有延著體長生長的黑色條紋。直到大約一歲時，才會長出生動的彩色脖子。

## 食性
南方鶴鴕的食物幾乎都是水果，除此之外也會以菌類、一些昆蟲和小型動物為食。它會在森林裡覓食掉在地面上的水果，而且能消化一些對其他動物有毒的水果。對糞便的檢查表明，它們最常吃的水果是埃及梅（Davidsonia pruriens）、多枝肖蒲桃（Acemena divaricata），和樟科植物。

## 繁殖
冬季與春季為繁殖期，此時雌鶴鴕和數隻雄鶴鴕交配，並把卵分別產在各雄鶴鴕的巢中。巢位於樹下落葉層上，巢穴形狀為淺凹狀。巢高約25厘米，直徑70厘米。通常在每巢產大約通常4枚，卵的顏色呈綠色，長13厘米。 在產卵之後，所有對卵和雛鳥的照顧都由雄性單獨完成，雄鶴鴕會占據一片植被，持續47-61天。雛鳥孵化後會待在鳥巢等待親代把食物帶來，或仰賴他們保護免受掠食者的侵害，雛鳥會發出高頻率的哨聲和唧唧聲忽喊雄鳥。
南方鶴鴕照顧雛鳥持續約8個月至18個月直到幼鳥獨立，亞成鳥羽飾似成鳥，4-5齡性成熟。

## 分佈
南方鶴鴕分佈於印尼、新幾內亞及澳大利亞東北部的熱帶雨林區。
|  |